# Premier Contact (film)
Ne doit pas être confondu avec Contact (film, 1997).
Pour les articles homonymes, voir Premier contact, Arrival et L'Arrivée.
Pour plus de détails, voir Fiche technique et Distribution.
Premier Contact  (Arrival), ou L'Arrivée au Québec, est un film de science-fiction américain réalisé par Denis Villeneuve, sorti en 2016.
Il s'agit de l'adaptation de la nouvelle L'Histoire de ta vie (Story of Your Life) de Ted Chiang, parue en 1998.
Le film expose l'apparition inattendue de douze mystérieux vaisseaux extraterrestres à différents endroits du monde, stationnés à quelques mètres au-dessus du sol ou de l'océan. Ils sont surnommés « coques » à cause de leur forme singulière, oblongue et lisse. Louise Banks, experte en linguistique comparée, est recrutée par l'armée américaine pour établir le contact avec les extraterrestres et connaître leurs intentions. Elle a pour mission de déchiffrer leur langue, que ces entités, ressemblant à des céphalopodes, écrivent à l'aide d'une encre qu'ils propulsent sur une paroi transparente.

## Synopsis
Douze vaisseaux extraterrestres en forme de coques se positionnent à différents endroits du monde, provoquant la panique au sein de la population et l'inquiétude des gouvernements.
Experte en traduction et possédant déjà une habilitation secret défense, Louise Banks est amenée dans la base temporaire de l'armée américaine montée à côté de la « coque » extraterrestre, stationnant dans une vallée de l'État américain du Montana. La mission de Louise Banks est d'établir le contact pour comprendre d'où viennent les extraterrestres et, surtout, connaître leurs intentions. L'équipe se compose d'un physicien théoricien, Ian Donnelly, et est dirigée par le colonel Weber.
À bord de la coque, l'équipe établit, à travers une baie vitrée, un premier contact avec deux extraterrestres ressemblant à des céphalopodes. Appelés heptapodes à cause de leurs sept membres flexibles, ils sont surnommés Abbott et Costello (noms d'un duo comique américain). Louise et Ian découvrent qu'ils peuvent communiquer à l'aide de la langue écrite. Cette langue extraterrestre est d'une grande complexité pour les Terriens, d'une part parce qu'elle se présente sous la forme de glyphes inscrits dans un cercle, mais aussi parce que la signification de chaque glyphe dépend des autres. De plus, un seul cercle dessiné peut représenter toute une « phrase » complexe. Leur écriture est aussi sémasiographique c'est-à-dire sans lien avec leur expression orale. Tandis qu'elle étudie cette langue, Louise commence à avoir des sortes de flashback de sa fille.
Lorsque Banks arrive à constituer assez de vocabulaire commun pour demander aux heptapodes l'objectif de leur venue, ils évoquent un échange ou un don d'armes. La Chine interprète cela comme « utiliser arme » et décide de couper toute communication, ce que d'autres nations font aussi. Louise croit cependant que, à cause de la complexité de la langue extraterrestre, le glyphe peut prendre la signification d'« arme » ou d'« outil », parce que les extraterrestres cherchent peut-être à échanger des biens. La traduction de la Chine peut résulter de leur interaction avec les heptapodes au travers du mahjong, un jeu très compétitif.
Louise et Ian retournent seuls dans la coque tandis que des soldats dissidents quittent les lieux après avoir posé une bombe à retardement. Abbott et Costello écrivent un message très complexe sur la baie vitrée. Juste avant que la bombe explose, les extraterrestres expulsent Louise et Ian du vaisseau. Ayant repris conscience à la base, Louise apprend que la coque s'est élevée dans les airs et est hors d'atteinte, et que l'armée prépare l'évacuation de la base.
Ian comprend que les phrases complexes portent sur le temps. De plus, il conclut qu'ils n'ont reçu que la douzième partie de ce message complexe, les autres pays ont reçu leur part des onze autres coques. De son côté, Louise comprend que les heptapodes proposent aux Terriens un arrangement du type jeu à somme non nulle où toutes les parties peuvent être gagnantes si elles s'entendent entre elles.
Quand le général Shang annonce son intention d'attaquer une coque, d'autres pays suivent. Louise se rend seule sous la coque. Une capsule extraterrestre descend et l'amène au vaisseau. Accueillie par Costello (lequel est vu en entier et mesure une dizaine de mètres), elle apprend qu'Abbott est sur le point de mourir, à la suite de l'explosion. Louise est ensuite submergée par une autre vision et Costello lui explique qu'elle peut voir le futur. Les flashs qui assaillent Louise ne sont pas des souvenirs, mais des visions. La structure du langage des heptapodes permet au locuteur de s'exprimer en même temps pour toutes les époques — une extension extrême de l'hypothèse de Sapir-Whorf qui dit que la langue que nous apprenons façonne notre cerveau et donc la représentation que nous avons du monde — plutôt que de s'exprimer comme la plupart des humains, dont la pensée dépend du temps qui s'écoule. Costello informe Louise que leur présence sur Terre a pour objectif d'apporter leur aide, en transmettant leur langue et ses propriétés spéciales, parce qu'ils prévoient que l'humanité les aidera en retour dans trois mille ans.
Louise retourne à la base et explique à Ian que le langage des extraterrestres est l'« outil » qu'ils veulent partager. Elle a ensuite une autre vision d'une réception internationale célébrant l'unité globale acquise en ayant traduit la langue des heptapodes. Le général Shang la remercie de lui avoir fait changer d'avis en lui téléphonant. Dans cette vision, elle apprend le numéro de téléphone personnel du général ainsi que les mots qu'elle lui dira.
De retour dans le présent, Louise vole un téléphone portable, appelle le général et prononce les mots en mandarin, tels qu'elle les a entendus dans sa vision. Quelques minutes plus tard, l'Armée populaire de libération annonce son retrait et partage ses informations. Les autres nations suivent l'exemple de la Chine et les coques disparaissent.
Pendant l'évacuation de la base, Ian admet aimer Louise. Une autre vision montre que Ian est le père de sa fille mais ils se sépareront quand elle lui révélera qu'elle sait que leur fille mourra d'une maladie rare et incurable. Dans cette vision, il lui demande si elle aimerait avoir un enfant, ce à quoi elle répond « oui » avec enthousiasme même si elle sait que leur fille va mourir.

## Fiche technique
Sauf indication contraire, les informations mentionnées dans cette section peuvent être confirmées par la base de données cinématographiques IMDb,  présente dans la section « Liens externes ».
- Titre original : Arrival
- Titre français : Premier Contact
- Titre québécois : L'Arrivée
- Titre de travail : Story of Your Life
- Réalisation : Denis Villeneuve
- Scénario : Eric Heisserer, d'après la nouvelle L'Histoire de ta vie de Ted Chiang
- Musique : Jóhann Jóhannsson
- Direction artistique : Isabelle Guay
- Décors : Patrice Vermette
- Costumes : Renée April
- Photographie : Bradford Young
- Montage : Joe Walker
- Production : Daniel S. Levine, Shawn Levy, David Linde, Karen Lunder et Aaron Ryder
- Production déléguée : Glen Basner, Dan Cohen, Eric Heisserer, Tory Metzger et Stan Wlodkowski
- Sociétés de production : FilmNation Entertainment, Lava Bear Films et 21 Laps Entertainment
- Sociétés de distribution : Paramount Pictures (États-Unis), Sony Pictures Releasing France (France)
- Pays de production :  États-Unis
- Langues originales : anglais, et secondairement mandarin et russe
- Budget : 47 millions $[2]
- Format : couleur — Codex Digital (en) — 2,35:1 — son Dolby Digital
- Genre : science-fiction
- Durée : 116 minutes
- Dates de sortie[3] :
  - Italie : 1er septembre 2016 (présentation à la Mostra de Venise 2016)
  - États-Unis : 11 novembre 2016
  - France : 7 décembre 2016
- Classifications : 
  - Classification MPAA (États-Unis) : PG-13
  - Certification CNC (France) : tous publics[4]

## Distribution
- Amy Adams (VF : Valérie Siclay ; VQ : Viviane Pacal) : Dr Louise Banks
- Jeremy Renner (VF : Jérôme Pauwels ; VQ : Jean-François Beaupré) : Dr Ian Donnelly
- Forest Whitaker (VF : Emmanuel Jacomy ; VQ : François L'Écuyer) : colonel Weber
- Mark O'Brien (VF : Sébastien Ossard ; VQ : Gabriel Lessard) : capitaine Marks
- Michael Stuhlbarg (VF : Pascal Germain) : agent Halpern de la CIA
- Tzi Ma (VF : Bing Yin) : général Shang, commandant en chef de l'Armée populaire de libération
- Frank Schorpion (VF : Guy Chapellier) : Dr Kettler

Version française
- Société de doublage : Cinéphase
- Direction artistique : Michel Derain
- Adaptation : Philippe Videcoq-Gagé

 Source et légende : version française (VF) sur RS Doublage ; version québécoise (VQ) sur Doublage.qc.ca

## Production

### Développement et attribution des rôles
Dès 2012, cette adaptation de la nouvelle de Ted Chiang écrite par Eric Heisserer était envisagée. Le projet est développé par FilmNation Entertainment (en). Le 2 avril 2014, le site Deadline.com révèle que Denis Villeneuve est engagé pour réaliser le film, coproduit par FilmNation et Lava Bear Films, tandis qu'Amy Adams est « au début des négociations » pour incarner le rôle principal.
Le 14 mai 2014, Paramount Vantage annonce dans un communiqué de presse avoir acquis les droits de distribution en Amérique du Nord avec une date de sortie provisoire pour 2016. Villeneuve et Adams ont été confirmés pour le projet. Ils sont rejoints par Jeremy Renner le 6 mars 2015 dans le rôle d'un professeur de physique. Forest Whitaker prend part au film le 1er avril 2015, suivi par Michael Stuhlbarg en juin 2015, dans le rôle d'un agent de la CIA.
Jessica Coon, professeur de linguistique à l'Université McGill, a été consultée pour l'aspect linguistique du film. Tout en reconnaissant que le langage graphique du film était de l'art sans signification linguistique, elle a déclaré que le film était une représentation assez précise de l'approche que les linguistes humains utiliseraient pour essayer de comprendre une langue extraterrestre.

### Tournage
Le tournage débute le 2 juin 2015.
Les plans du vaisseau spatial ont été tournés du 10 août 2015 au 18 août 2015 dans un champ de la municipalité de Saint-Fabien, dans le Bas-Saint-Laurent. Plusieurs scènes ont été tournées à L'Île-Cadieux ainsi que dans l'amphithéâtre du HEC Montreal et sur le campus de l'Université de Montréal, où Louise Banks enseigne. Le tournage a été prolongé de quelques semaines, pour se terminer fin août 2015.

## Accueil

### Critiques
Premier Contact obtient un large accueil critique favorable, recueillant 94 % d'opinions favorables sur le site Rotten Tomatoes, pour 286 critiques collectées et une moyenne de 8,4/10. La majorité des critiques du site admire le jeu d'Amy Adams. Le site Metacritic lui attribue un score de 81/100, pour 52 critiques collectées. Le long-métrage est également encensé en France où il recueille une moyenne de 4,1/5 sur le site Allociné pour 34 critiques collectées.
Pour Le Parisien, « le réalisateur canadien montre une nouvelle fois qu'il compte parmi les cinéastes les plus complets et talentueux de ces dernières années. » D'après Le Figaro, plus mitigé, « Villeneuve, qui fait preuve d'une virtuosité peu commune, a visiblement songé à Rencontres du troisième type. Cette référence ne le déshonore pas. Personne ne lui reprochera de prendre l'affaire au sérieux. Mais le mystère finit par lasser un brin. Il y a des moments où l'on regrette le brave Martien de La Soupe aux choux. »
Le long métrage obtient un bon accueil du public, avec une note de 7,9/10 sur le site IMDb et une note de 4,1/5 sur le site Allociné.

### Box-office
| Pays ou région    | Box-office       | Date d'arrêt du box-office | Nombre de semaines |
| ----------------- | ---------------- | -------------------------- | ------------------ |
| États-Unis Canada | 100 546 139 $    | 9 mars 2017                | 17                 |
| France            | 866 769 entrées, | 22 mars 2017               | 15                 |
| Mondial           | 203 388 186 $    | 23 juillet 2017            | 36                 |

Sorti dans 2 317 salles aux États-Unis, Premier Contact prend la troisième place du box-office lors de son premier week-end d'exploitation avec 24 074 047 $, ce qui permet au réalisateur Denis Villeneuve de signer le meilleur démarrage de sa carrière sur le territoire américain. Le bouche-à-oreille favorable du long-métrage, qui est diffusé jusque dans 3 115 salles, lui permet de rester stable, de voir sa fréquentation ne baisser que faiblement au fil des semaines et finalement d'afficher plus de 90 millions $ de recettes en sept semaines. Il atteint les 100 millions $ dans sa quinzième semaine. Il atteint les 200 millions de $ de recettes mondiales grâce à sa sortie sur le territoire japonais.
En France, où il est distribué dans 280 salles, Premier Contact obtient un succès plus modéré en prenant la cinquième place du box-office avec 300 058 entrées totalisées lors de sa première semaine d'exploitation. Il est diffusé jusque dans 378 salles et arrive à se maintenir pendant six semaines dans le top 20 hebdomadaire pour atteindre les 800 000 entrées. Après quinze semaines, le film finit son exploitation à 866 879 entrées.

## Distinctions
| Liste des distinctions                      | Liste des distinctions | Liste des distinctions                             | Liste des distinctions                                      | Liste des distinctions | Liste des distinctions |
| Récompense                                  | Date de la cérémonie   | Catégorie                                          | Récipiendaire(s)                                            | Résultat               | Réf.                   |
| ------------------------------------------- | ---------------------- | -------------------------------------------------- | ----------------------------------------------------------- | ---------------------- | ---------------------- |
| American Film Institute Awards 2016         | 8 décembre 2016        | Top Ten Films of the Year                          | Premier Contact                                             | Lauréat                | [ 27 ]                 |
| Camerimage                                  | 19 novembre 2016       | "Silver Frog Award" pour la Meilleure photographie | Bradford Young                                              | Lauréat                | [ 28 ]                 |
| Critics' Choice Awards                      | 11 décembre 2016       | Meilleur film                                      | Premier Contact                                             | Nomination             | [ 29 ]                 |
| Critics' Choice Awards                      | 11 décembre 2016       | Meilleur réalisateur                               | Denis Villeneuve                                            | Nomination             | [ 29 ]                 |
| Critics' Choice Awards                      | 11 décembre 2016       | Meilleure actrice                                  | Amy Adams                                                   | Nomination             | [ 29 ]                 |
| Critics' Choice Awards                      | 11 décembre 2016       | Meilleur scénario adapté                           | Eric Heisserer                                              | Lauréat                | [ 29 ]                 |
| Critics' Choice Awards                      | 11 décembre 2016       | Meilleure photographie                             | Bradford Young                                              | Nomination             | [ 29 ]                 |
| Critics' Choice Awards                      | 11 décembre 2016       | Meilleure direction artistique                     | Paul Hotte, André Valade et Patrice Vermette                | Nomination             | [ 29 ]                 |
| Critics' Choice Awards                      | 11 décembre 2016       | Meilleur montage                                   | Joe Walker                                                  | Nomination             | [ 29 ]                 |
| Critics' Choice Awards                      | 11 décembre 2016       | Meilleur effets visuels                            | Premier Contact                                             | Nomination             | [ 29 ]                 |
| Critics' Choice Awards                      | 11 décembre 2016       | Meilleur film de science-fiction ou d'horreur      | Premier Contact                                             | Lauréat                | [ 29 ]                 |
| Critics' Choice Awards                      | 11 décembre 2016       | Meilleure musique de film                          | Jóhann Jóhannsson                                           | Nomination             | [ 29 ]                 |
| Evening Standard British Film Awards        | 8 décembre 2016        | Technical Achievement                              | Max Richter (musique)                                       | Nomination             | [ 30 ]                 |
| Golden Globes                               | 5 janvier 2017         | Meilleure actrice dans un film dramatique          | Amy Adams                                                   | Nomination             | [ 31 ]                 |
| Golden Globes                               | 5 janvier 2017         | Meilleure musique de film                          | Jóhann Jóhannsson                                           | Nomination             | [ 31 ]                 |
| Hollywood Music in Media Awards             | 17 novembre 2016       | Best Original Score – Sci-Fi/Fantasy Film          | Jóhann Jóhannsson                                           | Nomination             | ,                      |
| National Board of Review                    | 4 janvier 2017         | Top 10 Films                                       | Premier Contact                                             | Lauréat                | [ 34 ]                 |
| National Board of Review                    | 4 janvier 2017         | Meilleure actrice                                  | Amy Adams                                                   | Lauréat                | [ 34 ]                 |
| Mostra de Venise 2016                       | 10 septembre 2016      | Future Film Festival Digital Award                 | Denis Villeneuve                                            | Lauréat                | [ 35 ]                 |
| Mostra de Venise 2016                       | 10 septembre 2016      | Lion d'or                                          | Denis Villeneuve                                            | Nomination             | [ 35 ]                 |
| Washington DC Area Film Critics Association | 5 décembre 2016        | Meilleur film                                      | Premier Contact                                             | Nomination             | [ 36 ]                 |
| Washington DC Area Film Critics Association | 5 décembre 2016        | Meilleur réalisateur                               | Denis Villeneuve                                            | Nomination             | [ 36 ]                 |
| Washington DC Area Film Critics Association | 5 décembre 2016        | Meilleure actrice                                  | Amy Adams                                                   | Nomination             | [ 36 ]                 |
| Washington DC Area Film Critics Association | 5 décembre 2016        | Meilleur scénario adapté                           | Eric Heisserer                                              | Lauréat                | [ 36 ]                 |
| Washington DC Area Film Critics Association | 5 décembre 2016        | Meilleurs décors                                   | Patrice Vermette et Paul Hotte                              | Nomination             | [ 36 ]                 |
| Washington DC Area Film Critics Association | 5 décembre 2016        | Meilleure photographie                             | Bradford Young                                              | Nomination             | [ 36 ]                 |
| Washington DC Area Film Critics Association | 5 décembre 2016        | Meilleur montage                                   | Joe Walker                                                  | Nomination             | [ 36 ]                 |
| Washington DC Area Film Critics Association | 5 décembre 2016        | Meilleure musique                                  | Jóhann Jóhannsson                                           | Nomination             | [ 36 ]                 |
| BAFA 2017                                   | 12 février 2017        | Meilleur film                                      | Premier Contact                                             | Nomination             |                        |
| BAFA 2017                                   | 12 février 2017        | Meilleur réalisateur                               | Denis Villeneuve                                            | Nomination             |                        |
| BAFA 2017                                   | 12 février 2017        | Meilleure actrice                                  | Amy Adams                                                   | Nomination             |                        |
| BAFA 2017                                   | 12 février 2017        | Meilleur scénario adapté                           | Eric Heisserer                                              | Nomination             |                        |
| BAFA 2017                                   | 12 février 2017        | Meilleure photographie                             | Bradford Young                                              | Nomination             |                        |
| BAFA 2017                                   | 12 février 2017        | Meilleure musique de film                          | Jóhann Jóhannsson                                           | Nomination             |                        |
| BAFA 2017                                   | 12 février 2017        | Meilleur son                                       | Sylvain Bellemare, Claude La Haye et Bernard Gariépy Strobl | Lauréat                |                        |
| BAFA 2017                                   | 12 février 2017        | Meilleur montage                                   | Joe Walker                                                  | Nomination             |                        |
| BAFA 2017                                   | 12 février 2017        | Meilleurs effets visuels                           | Louis Morin                                                 | Nomination             |                        |
| Oscars 2017                                 | 26 février 2017        | Meilleur film                                      | Premier Contact                                             | Nomination             | [ 37 ]                 |
| Oscars 2017                                 | 26 février 2017        | Meilleur réalisateur                               | Denis Villeneuve                                            | Nomination             | [ 37 ]                 |
| Oscars 2017                                 | 26 février 2017        | Meilleur scénario adapté                           | Eric Heisserer                                              | Nomination             | [ 37 ]                 |
| Oscars 2017                                 | 26 février 2017        | Meilleure photographie                             | Bradford Young                                              | Nomination             | [ 37 ]                 |
| Oscars 2017                                 | 26 février 2017        | Meilleurs décors                                   | Patrice Vermette et Paul Hotte                              | Nomination             | [ 37 ]                 |
| Oscars 2017                                 | 26 février 2017        | Meilleur montage sonore                            | Sylvain Bellemare                                           | Lauréat                | [ 37 ]                 |
| Oscars 2017                                 | 26 février 2017        | Meilleur montage                                   | Joe Walker                                                  | Nomination             | [ 37 ]                 |
| Oscars 2017                                 | 26 février 2017        | Meilleur mixage du son                             | Bernard Gariépy Strobl et Claude La Haye                    | Nomination             | [ 37 ]                 |
| World Soundtrack Awards                     | 2017                   | Compositeur de cinéma de l'année                   | Jóhann Jóhannsson                                           | Lauréat                |                        |
| World Soundtrack Awards                     | 2017                   | Prix du public de la meilleure musique             | Jóhann Jóhannsson                                           | Nomination             |                        |